# Aure kommun
Aure kommun (norska: Aure kommune) är en kommun i landskapet Nordmøre i Møre og Romsdal fylke i västra Norge. Aure kommun gränsar till Hemne och Hitra kommuner i Trøndelag fylke i öster, Kristiansunds och Frei kommuner i väster och Tingvolls och Halsa kommuner i söder, medan Smøla kommun ligger i nordväst, norr om Edøyfjorden.

## Administrativ historik
Aure kommun grundades på 1830-talet, samtidigt med flertalet andra norska kommuner.
Kommunen delades första gången 1894 när Valsøyfjord blev egen kommun. Andra delningen skedde 1914 när Stemshaugs kommun bildades. 1965 slogs Aure kommun samman med Stemshaugs kommun igen, samtidigt som mindre delar av Valsøyfjords och Tustna kommuner överfördes till Aure kommun. 1976 överfördes ett område med 176 invånare till Halsa kommun.
Kommunen fick sina nuvarande gränser 2006 då Tustna kommun gick upp i Aure kommun.

## Kommunvapen
Vid sammanläggningen övertogs Tustna kommuns tidigare vapen för den nya utvidgade kommunen, fast med något ändrade tinkturer, medan Aure kommuns tidigare vapen från 1991 förlorade sin giltighet.

Aure gamla kommunvapen (1991-2005).
Tustna gamla kommunvapen (1988-2005).

## Geografi

### Öar och holmar
- Berrøya
- Ertvågsøya
- Fevelsholmen
- Forøya
- Gautøya
- Golma
- Grisvågøya
- Herringsøya
- Jøssøya
- Kalvøya
- Langøya
- Lesundøya (landfast med Skardsøya i öster över Drageidet)
- Marøya
- Møyslåtten
- Rottøya
- Ruøya
- Solskjelsøya
- Skardsøya (landfast med Lesundøya i väster över Drageidet)
- Stabblandet
- Storøya
- Styrsøya
- Tustna

## Orter

### Tätorter
I Aure kommun finns en tätort:
- Aure (centralort)

### Andra orter
- Gullstein
- Kjørsvikbugen
- Leira
- Stemshaug
- Tømmervåg
- Vihalsen
- Vinsternes

## Socknar
Inom Norska kyrkan är Aure kommun indelad i tre socknar:
- Brattværs socken
- Edøy socken
- Hopens socken

Socknarna ingår i Ytre Nordmøre prosteri i Møre stift.

## Bilder

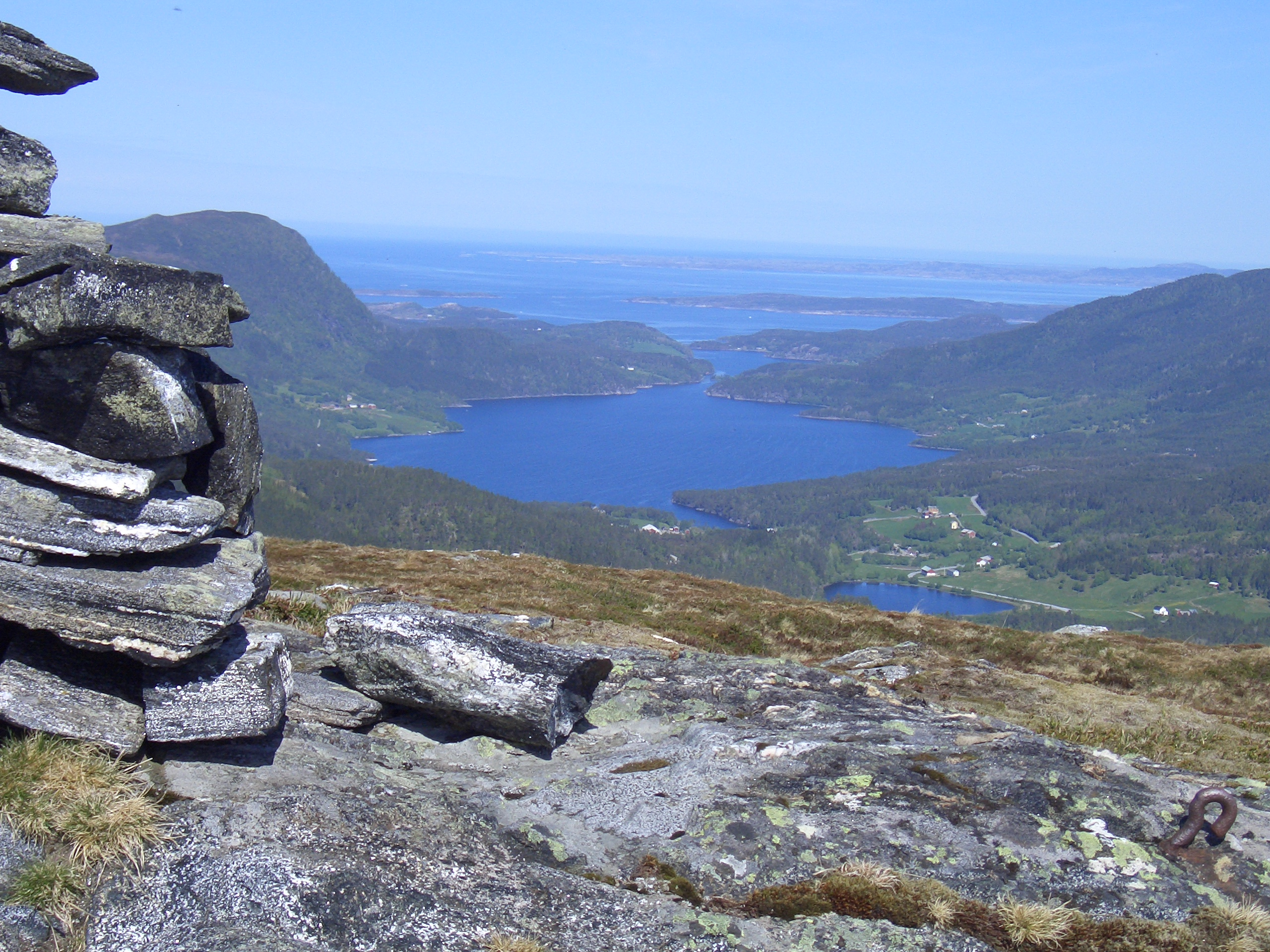
Foldfjorden, Ertvågsøya.
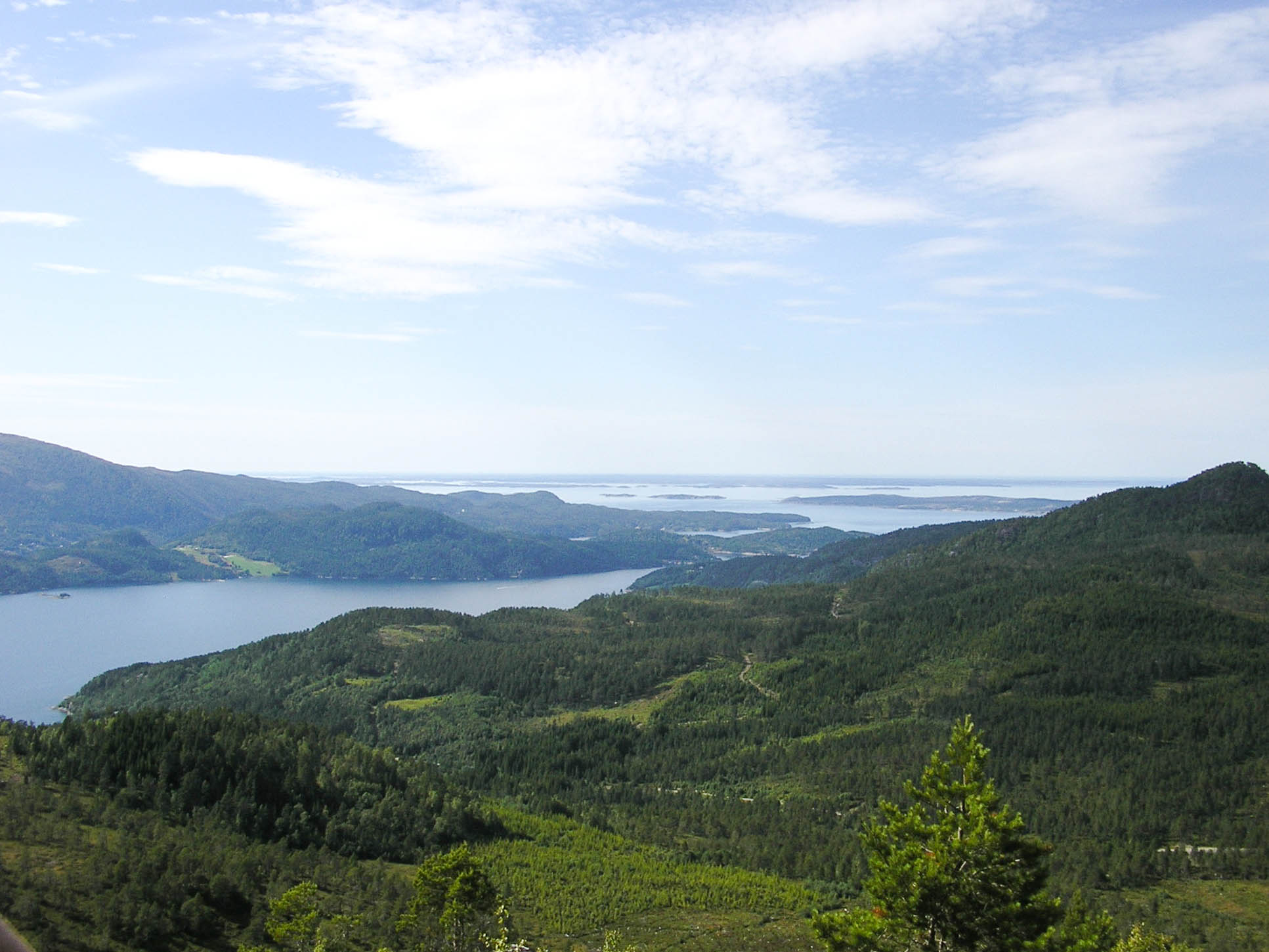
Aursundet.
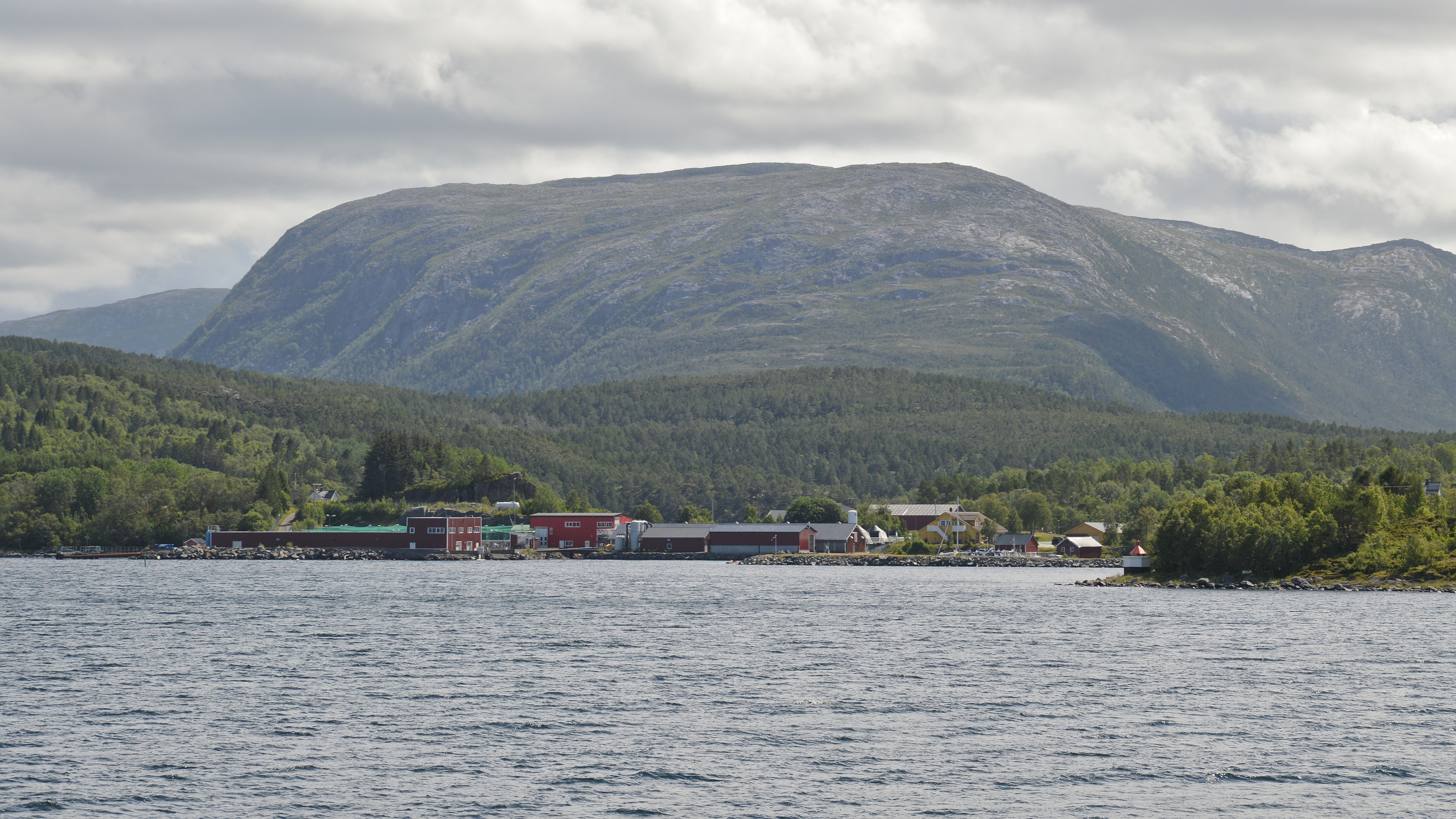
Kjørsvikbugen och Skålvassfjellet.
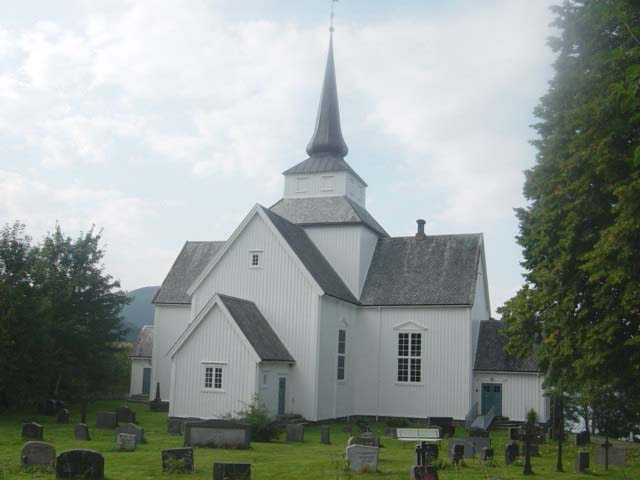
Kyrkan i Aure (2006).